# Spada di San Pietro

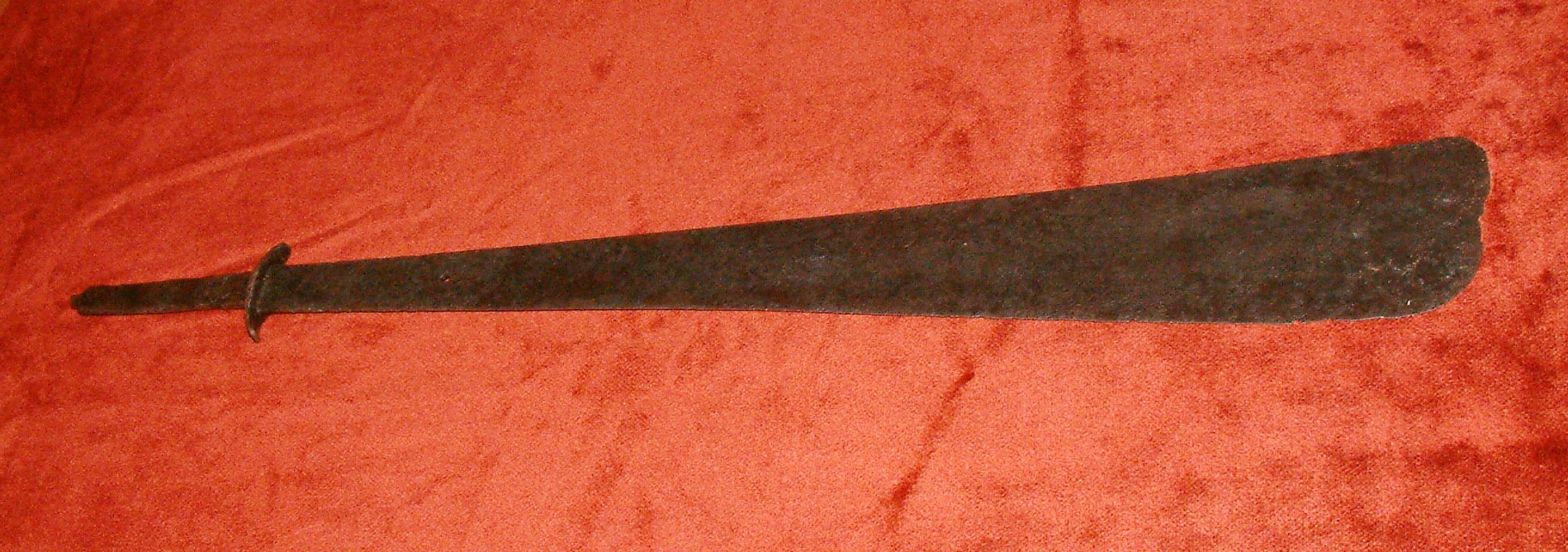
La spada di San Pietro

La spada di San Pietro (in polacco: Miecz swietego Piotra) è una reliquia cristiana e si ritiene fosse la spada con cui San Pietro apostolo tagliò l'orecchio del servo del sommo sacerdote al momento dell'arresto di Gesù nel Getsemani.
Attualmente si trova Museo Arcidiocesano di Poznań e una copia esatta della stessa, fatta da Bogdan Puchalski, si trova esposta in una teca nella cattedrale dei Santi Pietro e Paolo di Poznań.

## Descrizione

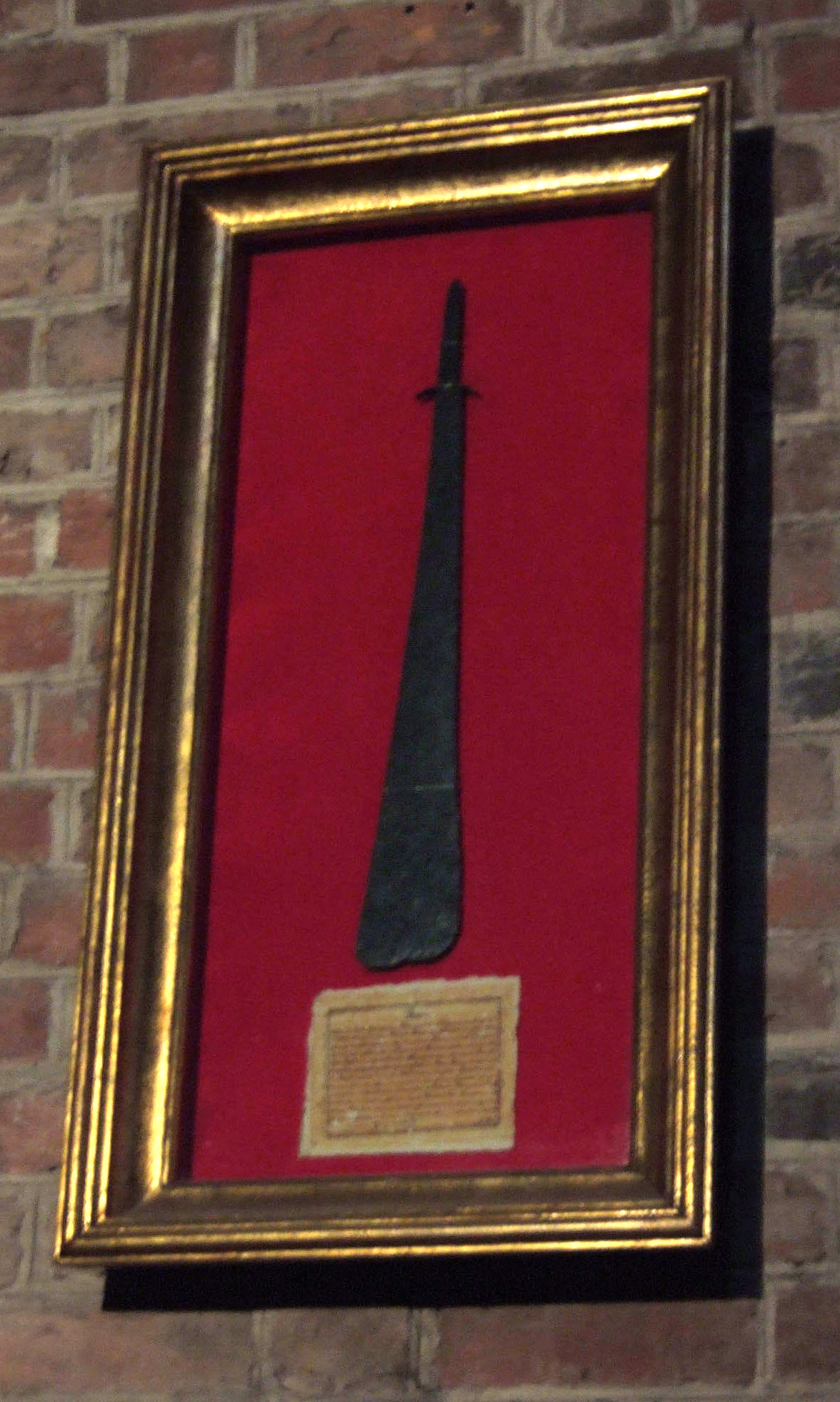
Copia della spada esposta nella cattedrale di Poznań

La spada ha una punta larga, simile nella forma ad un dussack o ad un machete. La lama è stata fatta da un singolo pezzo di ferro con l'aggiunta di un piccolo guardamano.
Essendo stata danneggiata e rovinata dalla corrosione non ha più le dimensioni originarie: la lunghezza attuale è di 70,2 cm, ma probabilmente in origine doveva essere più lunga di 1-2 cm; la larghezza nel punto più largo della lama è di 9,4 cm. Presenta poi un foro a 10,3 cm dalla parte terminale dell'impugnatura, con un diametro di 0,4 cm.

## Storia
La spada è menzionata per la prima volta nel 1609 nel Vitae Episcoporum Posnaniensium di Jan Długosz, che pensa sia l'originale spada romana (gladio) usata da San Pietro come riportato nel Vangelo, o una copia dell'originale fatta per il papa Stefano VII. 
La spada giunse a Poznań nel 968 come dono di papa Giovanni XIII per il vescovo polacco Jordan o per, l'allora duca, Miecislao I. L'arcidiacono della cattedrale di Poznań nel 1699 scrisse qualcosa sulla spada, descrivendola come una parte della spada di San Pietro, portato a Poznań dal vescovo Jordan, e solitamente conservata nei locali in cui si trovano i tesori della cattedrale, dove rimaneva ad eccezione delle poche volte all'anno in cui veniva esposta al popolo. Un decreto del capitolo della cattedrale di Poznań riferisce che la spada è poi stata spostata nella sala capitolare, un luogo più adatto a conservare questo nobile artefatto.
Secondo una leggenda del folklore britannico, san Giuseppe di Arimatea portò la spada in Gran Bretagna e fu conservata presso l'abbazia di Glastonbury per molti anni, fino a quando l'abate non la diede a San Giorgio che con essa sconfisse un malvagio cavaliere che minacciava l'abbazia per impossessarsi della spada.

## Autenticità
Per molti anni, gli storici hanno considerato la spada come una copia, realizzata probabilmente nel X secolo, ma una ricerca condotta dagli scienziati del Museo dell'Esercito Polacco di Varsavia suggerisce che l'arma potrebbe essere stata forgiata nel I secolo nel confine orientale dell'Impero romano.
Tuttavia, gli scienziati dal Museo dell'Esercito Polacco di Poznań, la considerano più probabilmente una copia medievale. Altri esperti, come Marian Głosek e Leszek Kajzer, suggeriscono che la spada sia stata creata nel primo quarto del XIV secolo.
Indipendentemente da quando è stata forgiata, ha la più lunga documentazione in Polonia, insieme con la spada dei re di Polonia, Szczerbiec.